# Ga Dangni
Ga Dangni là ga tàu điện ngầm của Busan Metro tuyến 1 nằm ở quận Saha, Busan, Hàn Quốc.

## Lịch sử
23 tháng 6 năm 1994: Mở cửa

## Liên kết
- Mạng thông tin trạm từ Tổng công ty vận chuyển Busan